# Юрчишин, Степан Фёдорович
Степа́н Фёдорович Юрчи́шин (укр. Степан Федорович Юрчишин; 28 августа 1957, Керница, Львовская область — 10 июля 2025) — советский и украинский футболист, тренер. Выступал на позиции нападающего. Мастер спорта СССР (1979). Рекордсмен первой лиги по количеству голов, забитых в одном сезоне — 42 (1979). В составе сборной СССР провёл 4 матча, забил один гол.

## Карьера
Начал футбольную карьеру в львовском СКА. В сентябре 1977 отправился в ЦСКА. После окончания сезона вернулся во Львов, где стал игроком «Карпат». С 1978 по 1979 год клуб играл в первой лиге, где Юрчишин сначала забил 13 мячей в 32 матчах, а затем установил рекорд первой лиги, забив 42 мяча в 42 играх. Клуб занял первое место и вышел в высшую лигу. В том году вместе с Юрчишиным в клубе играли капитан Лев Броварский, чемпион мира среди юниоров Андрей Баль и игрок молодёжной сборной СССР Юрий Суслопаров.
В том же году его пригласили в сборную СССР, где он был единственным футболистом из первой лиги. Но в 1980 году команда не смогла удержаться в группе сильнейших и покинула высшую лигу, заняв предпоследнее, 17-е место. После этого Юрчишин ушёл из клуба и стал футболистом киевского «Динамо». Но там он не задержался, сыграв всего один матч, повредив сначала мениск, а потом колено, и в том же году вернулся в «Карпаты».
В 1982 году львовский СКА и «Карпаты» было решено объединить. За СКА «Карпаты» Юрчишин выступал с 1982 по 1983 год. В 1984 году сыграл один сезон в ташкентском «Пахтакоре». После перерыва снова стал играть и ушёл в клуб второй лиги «Подолье» Хмельницкий (город). Завершил карьеру в «Карпатах», за который провёл почти 200 матчей и забил 83 мяча.
Дебютировал за сборную СССР 5 сентября 1979 года в товарищеском матче против ГДР.
Участвовал в летней Спартакиаде народов СССР в 1979 году в составе сборной Украинской ССР. На том турнире Украина, победив сборную РСФСР в матче за третье место, выиграла бронзовые медали. Два гола забил Степан Юрчишин. Всего на турнире он забил 3 мяча.
Окончил Львовский государственный университет физической культуры.
В качестве главного тренера − финалист Кубка Украины 1999 года.
Умер в июле 2025 года. Похоронен в родном селе.

### Матчи и голы за сборную СССР
| № | Дата             | Место         | Оппонент  | Счёт | Голы | Соревнование            |
| - | ---------------- | ------------- | --------- | ---- | ---- | ----------------------- |
| 1 | 5 сентября 1979  | Москва, СССР  | ГДР       | 1:0  | —    | Товарищеский матч       |
| 2 | 12 сентября 1979 | Афины, Греция | Греция    | 0:1  | —    | Отборочный матч ЧЕ 1980 |
| 3 | 14 октября 1979  | Москва, СССР  | Румыния   | 3:1  | 1    | Товарищеский матч       |
| 4 | 31 октября 1979  | Москва, СССР  | Финляндия | 2:2  | —    | Отборочный матч ЧЕ 1980 |

Итого: 4 матча / 1 гол; 2 победы, 1 ничья, 1 поражение.